# کشاورزی در نیشابور

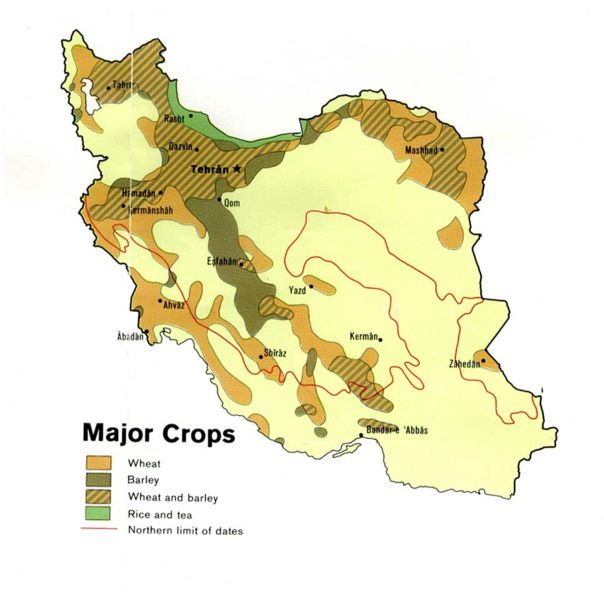
نقشه کشاورزی بر پایه محصول عمده در ایران. محصول عمده منطقه نیشابور گندم است.

در شهر نیشابور، کشاورزی شهری به صورت محدود و در شهرستان نیشابور کشاورزی صنعتی و سنتی رایج است.
از ۸۳ نوع محصول تولیدی استان خراسان رضوی ۷۶ نوع آن در نیشابور کشت می‌گردد و این شهرستان در تولید ۴۷ محصول رتبه اول تا سوم استان را دارا می‌باشد.
فعالیت کشاورزان در شهرستان نیشابور شامل زراعت، باغداری می‌شود. مهم‌ترین فرآورده‌ها آنان نیز شامل ریواس، گندم، کلزا، جو، ذرت، پنبه، باقلا، عدس، لپه، ماش، نخود، پیاز، گوجه فرنگی، پسته تولید عسل است.
کل سطح زیرکشت اراضی زراعی، باغی و آیش شهرستان نیشابور، در حدود ۱۳۵ هزار هکتار است که از این مقدار ۱۰۲ هزار هکتار آن به کشت محصولات زراعی عمده‌ای مانند سیب‌زمینی، پیاز، گوجه فرنگی، انواع سبزی و گیاهان علوفه‌ای نظیر یونجه، شبدر، ذرت و محصولات دیگری همچون زیره، هندوانه، خاکشیر و به طور کلی ۴۲ محصول اختصاص یافته‌است. شهرستان نیشابور سالانه در حدود ۴۴۵ هزار تن تولیدات زراعی دارد.
محصولات باغی نیز از سطحی در حدود ۱۲ هزار هکتار به صورت دیم و آبی با تنوع ۳۲ نوع محصول به دست می‌آید؛ که عمده‌ترین این محصولات: انار، انجیر، هلو، سیب، گلابی، گیلاس و دیگر میوه‌ها مانند عناب، توت، گل و گیاه زینتی، زعفران، بادام، گردو و فندق می‌باشد که در مجموع در حدود ۵۲ هزار تن در سال می‌رسد. در مقایسه با کل محصولات تولیدی استان که ۸۰ نوع می‌باشد، در بیست محصول شهرستان نیشابور رتبه‌های اول تا سوم تولید استان را دارا است.

## آموزش
در این زمینه دانشکده کشاورزی نیشابور فعال است.که ۱۵۰۰ دانشجو در این دانشکده تحصیل می‌کنند.

## فرهنگ
در روستای بار نیشابور، رسم است که اگر در هنگام درو، دروگرها به بوتهٔ گندمی برخورد کنند که دارای دو خوشهٔ به هم چسبیده باشد، آن بوته را درو نمی‌کنند و رها می‌سازند. اما کار درو را برای دروی همهٔ محصولات مزرعه، ادامه می‌دهند. وقتی که درو تمام شد، صاحب زمین، گوسفندی را می‌آورد و گوسفند را سه بار دور بوته می‌گرداند و سپس گوسفند را در نزدیکی همان بوتهٔ مورد نظر، قربانی کرده و گوشتش را در میان مردم روستا تقسیم می‌کند، اهالی روستای بار معتقدند با انجام عمل قربانی و تقسیم گوشت گوسفند ذبح شده میان اهالی روستا، برکت زمین برای سال آینده بیش‌تر و فروان‌تر خواهد شد.